# Scooby-Doo és a Winchester fivérek
A Scooby-Doo és a Winchester fivérek (bemondott cím: Scoobyát – Scooby-Doo és a Winchester fivérek, eredeti címe: Scoobynatural) az Odaát 13. évadjának  16. epizódja. Az epizódot Jim Krieg és Jeremy Adams írta, Robert Singer és Spike Brandt rendezték. 
Az Amerikai Egyesült Államokban a The CW mutatta be 2018. március 29-én, Magyarországon az M2 Petőfi TV sugározta 2020. július 21-én. 
Az epizódban Sam, Dean és Castiel bekerülnek a Scooby-Doo világába, és segíteniük kell a csapatnak egy rejtély megoldásában.
Az epizód pozitív elismerést kapott a humora, a nosztalgia-érzete és a két sorozat közötti természetes illeszkedés miatt.

## Cselekmény
Miután Dean megállította az életre kelt plüss dinoszauruszokat a hálás tulajdonos egy új TV-t ad neki. A tévékészülék tesztelése közben a Winchester fivérek a  kedvencüket nézik a Scooby-Doo, merre vagy? című sorozatot, majd beszippantja őket. A fivérek  felfedeznek egy olyan szellemet, amely megöli az embereket. Ez arra kényszeríti a fivéreket, hogy összeálljanak a Rejtély Rt.-vel. Együtt dolgozva csapdába ejtik a szellemet és kiderül, hogy fiatal fiú az, akit az igazi világban irányít egy gonosz.

## Szereplők
| Szereplő         | Színész           | Magyar hang        |
| ---------------- | ----------------- | ------------------ |
| Sam Winchester   | Jared Padalecki   | Simonyi Balázs     |
| Dean Winchester  | Jensen Ackles     | Szabó Máté         |
| Castiel          | Misha Collins     | Czvetkó Sándor     |
| Jay              | Peter New         | Bodrogi Attila     |
| Alan             | Michael Girardin  | Kajtár Róbert      |
| Szellem fiú      | Kegan Frith       | Maszlag Bálint     |
| Szereplő         | Eredeti hang      | Magyar hang        |
| Diána Blake      | Grey Griffin      | Kisfalvi Krisztina |
| Bozont Rogers    | Matthew Lillard   | Fekete Zoltán      |
| Vilma Dinkley    | Kate Micucci      | Laudon Andrea      |
| Fred Jones       | Frank Welker      | Markovics Tamás    |
| Scooby-Doo       | Frank Welker      | Vass Gábor         |
| Fantom           | Dee Bradley Baker | saját hangján      |
| Fantom           | Fred Tatasciore   | saját hangján      |
| Sanders ezredes  | Fred Tatasciore   | ?                  |
| Slicker unokaöcs | Eric Bauza        | ?                  |
| Cosgood Creeps   | Stephen Stanton   | Törköly Levente    |

### Magyar változat
A szinkront az MTVA megbízásából az Masterfilm Digital Kft. készítette.
- Bemondó: Korbuly Péter
- Magyar szöveg: Reviczky Nóra
- Szerkesztő: Kőfaragó Katalin
- Hangmérnök: Juhos Vendel
- Vágó: Gulya Sándor
- Gyártásvezető: Mészáros Szilvia
- Szinkronrendező: Kiss Lajos
- Produkciós vezető: Pitka Irén